# Kalbling
Der Kalbling, auch Admonter Kalbling oder Kaibling, ist ein 2196 m ü. A. hoher, markanter Berggipfel in der Admonter-Reichenstein-Gruppe. Er befindet sich am westlichen Rand des Nationalparks Gesäuse in der Obersteiermark. Der Gipfel ist ein beliebter Kletterberg und gilt als einer der schönsten Aussichtsberge des Gebietes. Obwohl er niedriger ist als einige Nachbarberge, ist er besonders von Süden und Westen als spitze Pyramide weithin erkennbar.

## Besteigung und Kletterrouten
Der Anstieg über den Normalweg ist für geübte Wanderer einfach, aber besonders im Frühjahr wegen der Querung steiler Schneefelder nicht ungefährlich. Ausgangspunkt ist meist die Klinke-Hütte auf der Scheiblegger Hochalm (1503 m ü. A.). Sie ist auch mit dem Auto von der Kaiserau über eine Mautstraße erreichbar. Der Weg führt über das Kalbling-Gatterl nach Norden und dann, steile Schutthalden querend, im Uhrzeigersinn um den Berg, dessen Gipfel von Nordosten her über die Wiesen des sogenannten Speikbodens erreicht wird. Die Tour wird oft auch mit einer Besteigung des Sparafelds oder des Kreuzkogels kombiniert. Vom Kalbling-Gatterl nach Osten kommt man in den Flietzengraben und zur Mödlinger Hütte, südlich unter dem Reichenstein gelegen.
Die bekannteste Kletterroute ist der etwa 300 m hohe Südgrat, in den 1920er-Jahren ein heiß umkämpftes „Problem“, erstbegangen am 2. Juli 1922 von Alfred Horeschowsky und Franz Piekielko. Inzwischen ist er eine der beliebtesten Touren im Gesäuse mit mehreren Varianten in den Schwierigkeitsgraden -IV bis V. Ebenfalls beliebt sind die Routen in der Westwand (so der „Baumgärtner-Weg“, „Herbst-Scholz“, Schwierigkeit IV), unter den traditionellen Routen die schwierigsten sind der „Scheiblehner-Riss“ (Leopold Scheiblehner mit H. Gassner am 1. Juni 1947, -VI, frei geklettert 7+) und der Südwestpfeiler (VI+) von Klaus Hoi und Hugo Stelzig (1997). Daneben gibt es moderne Freiklettereien in den oberen Schwierigkeitsgraden. Die Südwand bietet einige Routen, die aber teilweise sehr brüchig sind und einige Todesopfer gekostet haben. Relativ noch am häufigsten wird von ihnen die Südverschneidung begangen (-V).
Vom Gipfel aus bietet sich ein Panorama, welches bei guter Sicht im Westen bis zum Dachsteinmassiv sowie zum fast 150 km entfernten Großglockner reicht.